# 우고 기야몬
우고 기야몬 산마르틴(스페인어: Hugo Guillamón Sanmartín, 2000년 1월 31일 ~ )은 스페인의 축구 선수이다. 현재 스페인 라리가의 발렌시아 CF에서 뛰고 있다.

## 국제 경력
게이몬은 스페인 대표팀으로 U-17 및 U-19 대표팀에서 활약하며 전자에서는 2017 UEFA U-17 유로 선수권 대회 우승을 차지했고, 후자에서는 2019 UEFA U-19 유로 선수권 대회를 우승했다.
세르히오 부스케츠의 양성 COVID-19 검사 후 일부 국가대표팀 선수들이 격리되면서, 2021년 6월 8일 리투아니아와의 국제 친선 경기에 대한 대표팀 명단에 U-21 대표팀이 호출되었다. 게이몬은 이 경기에서 선수로 출전하며 4-0 승리의 경기에서 3분에 골을 넣었다.
게이몬은 카타르에서 열린 2022 FIFA 월드컵에 참가하였다. 그는 스페인의 네 경기에 참여하지 않았으며, 팀은 마지막 16강에서 모로코에게 탈락하였다.